# Трансгудзонский складчатый пояс

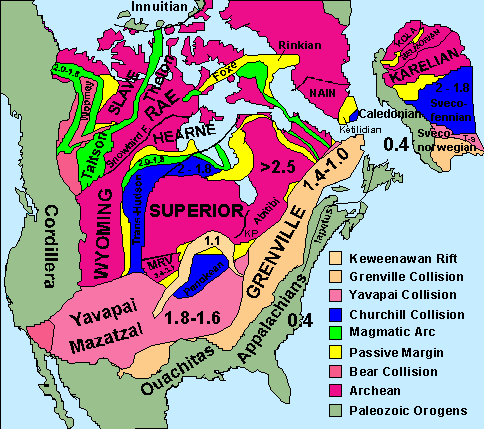
Трансгудзонский пояс (отмечен синим) на геотектонической карте Северной Америки

Трансгудзонский складчатый пояс (ороген) (англ. Trans-Hudson orogen, THO) — тектоническая структура в составе древнего докембрийского Канадского щита, сформированная 1,8—2,0 млрд лет назад, в протерозое. Гудзонский орогенез (англ. Trans-Hudson orogeny), сформировавший пояс, стал результатом коллизии архейских кратонов, в частности — провинций Сьюпириор, Вайоминг, Херн и Рае. Объединенные таким образом архейские материки стали основой для лавразийского древнего континента и современной Северной Америки.
Считается крупнейшим раннепротерозойским складчатым поясом на планете.